# Sebastian Breuning (Bischof)
Sebastina Breuning (* 20. Januar 1552 in Schwaben, Heiliges Römisches Reich; † 14. Februar 1618 in Augsburg, Heiliges Römisches Reich) war ein deutscher Geistlicher.

## Leben
Breuning studierte ab 1562 in Dillingen an der Donau. Er wurde 1578 zum Priester für das Bistum Augsburg geweiht. Im gleichen Jahr promovierte er zum Dr. theol. in Siena. 1585 wurde er Kanoniker in Speyer.
Papst Sixtus V. ernannte ihn am 23. Juni 1586 zum Weihbischof in Augsburg und Titularbischof von Adramyttium. Am 6. Juli 1586 weihte Scipione Gonzaga, Titularpatriarch von Jerusalem, ihn in der Sixtinischen Kapelle in Rom zum Bischof. Mitkonsekratoren waren Giulio Masetti, Bischof von Reggio Emilia, und Francesco Sporeni OFMObs, Titularbischof von Sebaste in Cilicia.
1587 wurde er als erster Weihbischof ins Domkapitel aufgenommen. Unter Bischof Johann Otto von Gemmingen (1591–1598) war er Generalvikar des Bistums. 1599 wurde er Domkellerer in Augsburg. Ab 1599 ließ der Friedberger Stadtrat die Kapelle Saint-Sauveur in Friedberg (Capella Salvatoris) erweitern und Breuning konsekrierte sie 1606. Zwischen 1600 und 1608 weihte er über 60 Kirchen und Kapellen im Bistum.
Er starb am 14. Februar 1618 in Augsburg und wurde in St. Johannes in Augsburg bestattet. Heute ist ein Epitaph in der Wolfgangskapelle im Augsburger Dom.